# Зрительный поиск (фильм)
«Зрительный поиск» (англ. Vision Quest) ― американская мелодрама 1985 года с Мэтью Модином, Линдой Фиорентино, Майклом Шеффлингом и Ронни Коксом в главных ролях. Она основана на одноимённом романе Терри Дэвиса 1979 года. В этом фильме снялась певица Мадонна.

## Сюжет
Лоуден Суэйн ― борец в средней школе Томпсона, которому только что исполнилось 18 лет. Он решил, что ему нужно сделать что-то действительно значимое в своей жизни и бросает вызов самому жёсткому сопернику района, Брайану Шуту, грозному трёхкратному чемпиону штата по борьбе из соседней средней школы Гувера, который никогда не был побеждён за всю свою школьную карьеру. В своем рвении сбросить вес до 76 килограммов, вопреки желанию своего тренера и товарищей по команде, Суэйн теряет команду и получает проблемы со здоровьем.
Тем временем его отец нанял девушку по имени Карла из Трентона, штат Нью-Джерси, проезжавшую мимо по пути в Сан-Франциско. Лоуден влюбляется в неё и забывает про свою главную цель. Хуже того, его резкая потеря веса приводит к частым носовым кровотечениям, которые, как предполагает Лоуден, происходят из-за недостатка железа в его рационе. Карла и Лоуден признаются друг другу в любви, но девушка понимает, что отвлекает его от цели. Она решает съехать и продолжить путь в Сан-Франциско, но перед этим хочет увидеть большой матч Лоудена, в котором он побеждает Шута на последних секундах броском через бедро после того, как у него идёт кровь из носа.

## В ролях
- Мэттью Модайн ― Лоуден Суэйн
- Линда Фиорентино ― Карла
- Майкл Шеффлинг ― Кенни
- Ронни Кокс ― Ларри
- Френк Джаспер ― Брайан
- Гарольд Сильвестр ― Джин
- Дафна Зунига ― Марджи
- Чарльз Хэллахан ― тренер Ратта
- Джей Си Куинн ― Элмо

## Производство
Съёмки фильма проходили в Спокане, штат Вашингтон, осенью 1983 года. Фильм был снят в средней школе Роджерса на северо-востоке Спокана. Внутренние сцены кафетерия были сняты в средней школе Ферриса на Южном холме Спокана. Некоторые сцены в раздевалке были сняты в мужской раздевалке средней школы Шейдл-Парк на северо-западе Спокана. Сцена с Мадонной была снята в таверне «Большая нога» на Норт-Дивизион-стрит в Спокане. Другие сцены были сняты в ресторане Онион в центре города и спортивном зале Северной Центральной средней школы. Сцена, где происходит большой матч Лоудена, была снята в спортивном зале общественного колледжа Спокан-Фоллз.

## Приём
Фильм имел умеренный успех в кинотеатрах США в 1985 году, заработав в общей сложности 13 миллионов долларов. Он получил рейтинг 57 % на Rotten Tomatoes и стал культовой классикой.

## Саундтрек
Саундтрек к фильму был выпущен компанией Geffen Records 12 февраля 1985 года.

### Трек-лист
| №                   | Название                  | Автор(ы)                         | Performer           | Длительность |
| ------------------- | ------------------------- | -------------------------------- | ------------------- | ------------ |
| 1.                  | «Only the Young»          | Джонатан Кейн Стив Перри Нил Шон | Journey             | 4:01         |
| 2.                  | «Change»                  | Holly Knight                     | John Waite          | 3:14         |
| 3.                  | «Shout to the Top!»       | Paul Weller                      | The Style Council   | 4:18         |
| 4.                  | «Gambler»                 | Мадонна                          | Madonna             | 3:54         |
| 5.                  | «She's On the Zoom»       | Don Henley Danny Kortchmar       | Don Henley          | 3:18         |
| 6.                  | «Hungry for Heaven»       | Jimmy Bain Ronnie James Dio      | Dio                 | 4:12         |
| 7.                  | «Lunatic Fringe»          | Tom Cochrane                     | Red Rider           | 4:20         |
| 8.                  | «I'll Fall in Love Again» | Sammy Hagar                      | Sammy Hagar         | 4:11         |
| 9.                  | «Hot Blooded»             | Лу Грэмм Мик Джонс               | Foreigner           | 4:24         |
| 10.                 | «Crazy for You»           | John Bettis Jon Lind             | Мадонна             | 4:08         |
| Общая длительность: | Общая длительность:       | Общая длительность:              | Общая длительность: | 40:24        |